# Castello Piccolomini (Balsorano)
O Castello Piccolomini (Castelo Piccolomini) localiza-se na cidade de Balsorano, província de L'Aquila, na região de Abruzos (Itália).